# Anacamptis larzacensis
Anacamptis larzacensis är en orkidéart som först beskrevs av H.Kurze och O.Kurze, och fick sitt nu gällande namn av H.Kretzschmar, Eccarius och H.Di. Anacamptis larzacensis ingår i släktet salepsrötter, och familjen orkidéer. Inga underarter finns listade i Catalogue of Life.